# Florian-Claudiu Neaga
Florian-Claudiu Neaga (n. 4 iulie 1967, Șimleu Silvaniei, România) este un deputat român, ales în 2020 din partea PSD. 